# Jean-Jacques da Conceição
Jean-Jacques Nzadi da Conceição (Kinshasa, 3 aprile 1964) è un ex cestista angolano con cittadinanza portoghese.

## Carriera
Con l'Angola ha disputato i Giochi olimpici di Barcellona 1992, tre edizioni dei Campionati mondiali (1986, 1990, 1994) e otto dei Campionati africani (1989, 1992, 1993, 1995, 1997, 1999, 2001, 2003).

## Palmarès
- Campionati portoghesi: 2

Portugal Telecom: 2001, 2002
- Coppa di Portogallo: 7

Benfica: 1992, 1993, 1994, 1995, 1996
Portugal Telecom: 2001, 2002